# Konstadínos Koukodímos
Konstadínos « Kóstas » Koukodímos (grec moderne : Κωνσταντίνος "Κώστας" Κουκοδήμος), né le 14 septembre 1969 à Melbourne en Australie, est un athlète et homme politique grec.

## Carrière sportive
Spécialiste du saut en longueur, il remporte le titre des Jeux méditerranéens de 1991, se classe deuxième des Championnats d'Europe en salle de 1994, et troisième des Championnats d'Europe en plein air d'Helsinki.
Son record personnel, établi le 5 juin 1994 à La Canée, est de 8,36 m.

### Palmarès
| Date | Compétition                    | Lieu      | Résultat | Marque |
| ---- | ------------------------------ | --------- | -------- | ------ |
| 1986 | Championnats du monde juniors  | Athènes   | 8e       | 7,58 m |
| 1988 | Championnats du monde juniors  | Sudbury   | 8e       | 7,42 m |
| 1990 | Championnats d'Europe          | Split     | 9e       |        |
| 1991 | Championnats du monde en salle | Séville   | 4e       | 7,92 m |
| 1991 | Championnats du monde          | Tokyo     | 12e      |        |
| 1991 | Jeux méditerranéens            | Athènes   | 1er      | 8,26 m |
| 1992 | Championnats d'Europe en salle | Gênes     | 12e      |        |
| 1992 | Jeux olympiques                | Barcelone | 6e       | 8,04 m |
| 1994 | Championnats d'Europe en salle | Paris     | 2e       | 8,09 m |
| 1994 | Championnats d'Europe          | Helsinki  | 3e       | 8,01 m |
| 1995 | Championnats du monde          | Göteborg  | 6e       | 8,00 m |
| 1997 | Jeux méditerranéens            | Bari      | 2e       | 7,95 m |
| 1998 | Championnats d'Europe en salle | Valence   | 8e       | 7,74 m |

### Records
| Épreuve          | Épreuve   | Performance | Lieu     | Date            |
| ---------------- | --------- | ----------- | -------- | --------------- |
| Saut en longueur | Plein air | 8,36 m      | La Canée | 5 juin 1994     |
| Saut en longueur | Salle     | 7,98 m      | Le Pirée | 25 février 2001 |

## Carrière politique
Aux élections législatives grecques de janvier 2015, il est élu député au Parlement hellénique sur la liste de la Nouvelle Démocratie dans la circonscription de la Piérie. Il est élu questeur pour la première session de la XVIe législature avec 215 votes positifs le 6 février.